# Becky (argot)
Pour les articles homonymes, voir Becky (homonymie).
Becky est un terme péjoratif utilisé aux États-Unis pour désigner une jeune femme blanche, en particulier une femme qui ignore ou profite de son privilège social. Becky est également utilisée plus généralement pour se moquer d'une jeune femme blanche en la qualifiant d’« ordinaire ».
Selon le site Dictionary.com, les « Beckys » sont les nouvelles Valley Girls.
En 2019, l'éditeur de dictionnaires Merriam-Webster écrit que Becky « fonctionnait de plus en plus comme une épithète, et était surtout utilisée pour désigner une femme blanche qui ignore à la fois son privilège et ses préjugés ». 
Le terme argotique Karen a une connotation similaire, mais est associé à une femme plus âgée.

## Origine
Le surnom « Becky » est le diminutif du prénom féminin d'origine hébraïque Rebecca.
En 2016 dans le journal USA Today, Cara Kelly suggère que le terme « Becky » date de l'arriviste Becky Sharp, protagoniste du roman La Foire aux vanités de William Makepeace Thackeray (1848) et du film de 2004 du même nom.
 (février 2021).
Dans le roman de Mark Twain Les Aventures de Tom Sawyer (1876), le personnage de Tom Sawyer tombe amoureux de Becky Thatcher, avec ses « cheveux jaunes tressés en deux longues queues ».
« Becky » est le titre et le sujet du quatrième segment du roman Cane (1923) de Jean Toomer, considéré comme un chef-d'œuvre de la Renaissance de Harlem, où un personnage qui est une femme blanche ayant deux fils noirs s'appelle Becky.
Le roman Rebecca (1938) de Daphné du Maurier met en scène une autre femme qui, d'après Kelly, « sera toujours dans la tête d'un homme ».

## Signification et utilisation

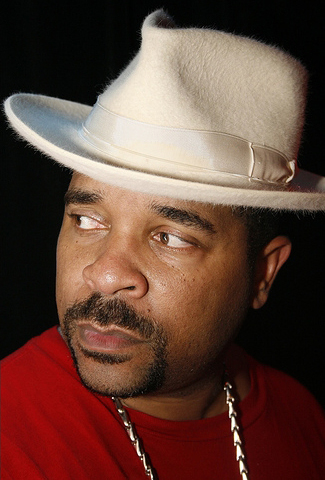
La chanson de Sir Mix-a-Lot, intitulée Baby Got Back (1992) a été à l'origine du terme « ur-Becky ».

Selon l'écrivain afro-américain Damon Young dans le magazine The Root, le terme désigne « un certain type de jeune femme blanche privilégiée qui vit dans un état d'oubli racial qui passe de l'inutilité intentionnelle à la condescendance intentionnelle ». 
On pense que le terme moderne, le « ur-Becky », date de la chanson du rappeur Sir Mix-a-Lot Baby Got Back (1992), où une femme dit à une autre femme : « Oh my God, Becky, look at her butt [...] She's just so... black ! » (« Oh mon Dieu, Becky, regarde ses fesses [...] Elle est tellement... noire ! »).
Les deux femmes sont blanches et, selon Kelly, «légèrement racistes, car elles ne comprennent pas l'attrait des définitions galbées postérieures ou plus larges de la beauté que les leurs. Cela ajoute ainsi la connotation qu'une Becky a une vision du monde étroite et condescendante, et nous sommes honorés de l'idée d'une «Becky stupide». 
Dans la chanson Becky (2009), le rappeur américain Plies utilise le terme « Becky » pour désigner une femme qui est douée pour pratiquer le sexe oral. 
Après qu'une référence à « Becky » est apparue dans la chanson de Beyoncé Sorry (2016), tirée de son album Lemonade, le terme a obtenu une plus large attention et une couverture de presse, étant associé à une fille blanche stéréotypée qui aime Starbucks et les Uggs et n'a aucune idée des questions raciales et sociales,. 
Amelia Tait résume le terme Becky par un autre terme argotique - une « basic bitch » (une « salope de base »).  
Karsonya Wise Whitehead, professeur d'études afro-américaines, a proposé deux interprétations du terme Becky : une femme que l'orateur ne respecte pas, et une femme blanche désemparée « qui est un peu raciste, [et] qui fait des déclarations sans savoir ce qu'elle dit ». Whitehead ne voyait pas le terme comme une insulte raciale, bien que son utilisation par Beyoncé ait une connotation raciale en impliquant que les cheveux raides sont préférables aux cheveux afro. 
En 2017, Rebecca Tuvel, qui avait publié un article controversé sur le transracialisme dans la revue Hypatia, a été qualifiée de « Becky » par la critique. 
En 2018, une femme blanche en Californie est devenue connue sous le nom de « BBQ Becky » après avoir appelé la police parce que deux hommes afro-américains utilisaient un barbecue au charbon de bois dans un parc,,.
Le terme Karen remplit une fonction similaire à Becky, avec l'implication supplémentaire qu'une Karen est susceptible de s'engager dans des actions agressives contre des personnes de couleur, comme demander à voir un manager ou appeler la police. Comme l'a dit la chercheuse en médias Meredith Clark: «Karen porte des noms différents». 
Pour Charlotte Recoquillon, chercheuse rattachée à l'Institut français de géopolitique et spécialiste des États-Unis, la popularisation récente des termes Becky et Karen doit beaucoup au contexte actuel : « Elles (Karen et Becky) sont devenues un adversaire désigné dans la lutte contre les oppressions. Il ne faut pas oublier que Donald Trump a été élu par le vote des femmes blanches ». Elle explique dans Slate que « dans la pensée américaine, les hommes noirs sont des objets et les Blancs peuvent régir leurs actes. Ces femmes s'enferment dans des assignations raciales : l'homme noir est perçu comme un criminel et la femme blanche comme une victime fragile et dominée ». Elle déclare également que « Les États-Unis se sont construits sur l'esclavage et la propriété d'autres êtres humains. Ça ne s'efface pas en quelques décennies (...). Il y a un héritage historique, influencé par les lois Jim Crow, de ce que les Afro-Américains ont et n'ont pas le droit de faire. Les parents, les grands-parents de Becky et Karen ont vécu dans ces États-là. Becky et Karen ne savent pas qu'elles sont racistes, mais elles ont hérité de cette crainte de l'homme noir, ».